# Barrage de Dokan
Le barrage de Dokan (aussi orthographié barrage de Dukan) est un barrage à usage multiple du nord de l'Irak. Il est situé dans le gouvernorat d'As-Sulaymaniya, dans le Kurdistan irakien. Il barre le Petit Zab et forme le lac Dukan. Le barrage a été construit entre 1954 et 1959 mais sa centrale hydroélectrique n'est devenue pleinement opérationnelle qu'en 1979. L'ouvrage mesure 360 m de long et 116,5 m de haut et la centrale électrique a une puissance maximale de 400 MW.

## Historique du projet
Le barrage Dokan a été construit entre 1954 et 1959 dans un but multiple d'irrigation, de rétention d'eau et d'hydroélectricité. La conception du barrage a été menée par la compagnie britannique Binnie & Partners. La construction a été réalisée par l'entreprise française Dumez. Avant la mise en eau du lac Dukan, des fouilles archéologiques ont été entreprises. Une campagne de fouilles dans ce qui était alors la plaine de Ranya a mis au jour près de 40 sites archéologiques présentant des traces d'occupation humaine remontant au VIe millénaire avant notre ère. Cinq de ces sites ont été plus précisément fouillés : Tell Bazmusian, ed-Dem, Kamarian, Qarashina et Tell Shemshara. Les fouilles à Tell Bazmusian ont révélé un temple datant du IIe millénaire avant notre ère. Un village du début du VIe millénaire a été mis au jour sur le site de Tell Shemshara. Un lot de tablettes d'argile du IIe millénaire avant notre ère y a été découvert,.
La station électrique a été conçue en 1973 par la compagnie soviétique Hydroproject et est devenue pleinement opérationnelle en 1979. Du fait d'un manque de maintenance et de réparation, la centrale a été sous utilisée et nécessite maintenant d'être remplacée,. En 2007, la Banque mondiale a décidé de financer un projet s'élevant à 40 millions de dollars afin de remplacer le barrage Dokan ainsi que le barrage de Derbendikhan se trouvant également dans la région. Les réparations du barrage étaient estimées à 8 millions de dollars et devaient s'achever fin 2012.

## Caractéristiques du barrage
Le barrage de Dokan est un barrage en arc de 360 m de long et 116,5 m de haut. À sa base, il est large de 32,5 m et de 6,2 m à son sommet,. Le débit maximum relâché s'élève à 4 300 m3/s. Le lac Dukan formé par la construction du barrage a une superficie de 270 km2.